# Битка при Абидос
Битката при Абидос на 13 април 989 г. е сражение, в което византийските императори Василий II и Константин VIII нанасят решително поражение с руската си гвардия на претендента за престола Варда Фока.
През лятото на 988 г. бунтовниците овладяват цяла Мала Азия и пристъпват към Константинопол. Една част от въстаническата армия се разполага край Хрисополис, на азиатския бряг на Босфора, а по-голямата се струпва около Абидос на Дарданелите. Замисълът на Варда Фока е да принуди непристъпния столица да се предаде, като прекъсне снабдяването ѝ по море и подложи населението ѝ на глад. По същото време българите нападат балканските владения на императора и оставят Василий II без ресурси да подкрепи защитниците на Абидос.
Съотношението на силите се променя, след като императорът получава от съюзника си, киевския княз Владимир Святославич, 6-хиляден варяжки отряд. С варягите той унищожава бунтовническия корпус при Хрисополис, след което се насочва към Абидос. Там се съсредоточават и основните сили на Фока. Василий, придружен от своя брат и съвладетел Константин, прекосява морето при Лампсак и ги напада през нощта на 12 срещу 13 април 989 г. В началото на сражението бунтовническата флота е подпалена, което всява паника сред войските на Фока. В опит да ги реорганизира, той повежда грузинската си гвардия срещу императора, но получава сърдечен удар и умира. След смъртта на Варда Фока въстаниците се пръсват. До есента на същата година въстаническите огнища в Анатолия и Сирия са потушени окончателно.